# Platinum
Platinum – album Mike’a Oldfielda wydany w roku 1979. 
Album został wydany ze zmienioną okładką w Kanadzie oraz USA pod tytułem Airborn, w wersji jedno jak i dwupłytowej. Jednopłytowa wersja zawierała utwór Guilty zamiast Woodhenge. Natomiast dwupłytowe wydanie zawierało dodatkowy krążek z wersjami live Tubular Bells Part One oraz jedną z części Incantations.

## Lista utworów
Album zawiera:
1. Platinum
  1. Part One: Airborne – 5:05
  2. Part Two: Platinum – 6:06
  3. Part Three: Charleston – 3:17
  4. Part Four: North Star / Platinum Finale – 4:49
2. Woodhenge – 4:05
3. Into Wonderland (na okładce błędnie jako Sally) – 3:46
4. Punkadiddle – 5:46
5. I Got Rhythm – 4:44